# Abdel Fattah al-Burhan
Tướng Abdel Fattah Abdelrahman al-Burhan (tiếng Ả Rập: عبد الفتاح عبد الرحمن البرهان; sinh năm 1960) là một chính khách Sudan và tướng quân đội Sudan, người đã nắm giữa cương vị nguyên thủ de facto của Sudan với cương vị là Tổng tư lệnh các lực lượng vũ trang Sudan sau khi ông đã chỉ huy một cuộc đảo chính tháng 10 năm 2021 lật đổ thủ tướng Abdalla Hamdok.